# Ifalukellidae
Die Ifalukellidae (Synonym: Huziogorgiidae) sind eine Familie der Achtstrahligen Korallen (Octocorallia), die in allen Weltmeeren sowohl in flachen Bereichen als auch in und größeren Tiefen vorkommt.

## Merkmale
Wie fast alle Oktokorallen bilden die Arten der Familie Ifalukellidae Kolonien, die aus vielen Einzelpolypen bestehen. Die Kolonien stehen aufrecht und sind mehr oder weniger unregelmäßig seitlich planar (zweiseitig) oder buschig verzweigt und durch eine verkalkte Haftscheibe fest mit dem Untergrund verbunden. Sie besitzen eine Skelettachse, die entweder proteinhaltig und nicht verkalkt ist, oder sie ist fest und besteht aus nicht skleritischem, konzentrisch geschichtetes Calciumcarbonat. Ihre Schichten sind nahezu glatt und nicht in einem radialen Muster ausgerichtet. Die Polypen sind monomorph und können sich zurückziehen. Sklerite fehlen in der gesamten Kolonie oder sie sind winzig kleine (<0,1 mm) ovale oder längliche Körnchen, meist mit mittlerer Einschnürung. Viele Arten der Ifalukellidae leben nicht mit Zooxanthellen in Endosymbiose und sind ausschließlich auf planktonische Nahrung angewiesen, andere dagegen leben mit Zooxanthellen in Symbiose und beziehen von diesen einen Teil der Nährstoffe.

## Gattungen
Zur Familie Ifalukellidae gehören vier Gattungen:
- Ifalukella Bayer, 1955
- Huziogorgia López-González, 2020
- Plumigorgia Nutting, 1910
- Trichogorgia Hickson, 1904